# Zemětřesení v Potidaei (479 př. n. l.)
Tsunami v Potidaei z roku 479 př. n. l. je nejstarší zaznamenané tsunami v historii lidstva. Předpokládá se, že tsunami vyvolalo zemětřesení o síle 7,0 Ms v severním Egejském moři.

## Zemětřesení
Zemětřesení o síle 7,0 Ms mělo epicentrum někde v Makedonii.

## Tsunami
Hérodotos uvádí, že perští útočníci, kteří se během obléhání řeckého města Potidaea pokusili využít neobvyklého ústupu vody, byli náhle překvapeni „velkým přílivem, který byl, jak obyvatelé tohoto místa řekli, vyšší než kterýkoliv z mnoha předtím“. Hérodotos připisuje příčinu náhlé potopy hněvu Poseidóna. Tsunami potopilo několik perských lodí pokoušejících se napadnout kolonii a utopilo několik stovek vojáků. Zda šlo o tsunami je sporné, jelikož tsunami bývá obecně spojováno se zemětřesením, o kterém se Hérodotos nezmiňuje. Další teorií je, že šlo o meteotsunami nebo podmořský sesuv půdy. Historické dokumenty však výskyt bouře nezmiňují.